# Жозеф-Дезире Жоб
Жозеф-Дезире Жоб (на френски: Joseph-Désiré Job) е камерунски футболист, нападател.
Роден е на 1 декември 1977 г. във второто по големина предградие на Лион – Венисийо. Жоб играе в белгийския Лирсе, а е бил и на проби в Левски. Играл е също за Лион, Ланс, Мидълзбро, Мец, Ал Итихад, Седан, Ница, Ал-Харития и Диарбекирспор.
Братовчед е на братята Марвин и Жоел Матип, които също са футболисти.

## Кариера
Жоб е роден във френския град Лион и започва подготовка в младежката академия на местния Олимпик на десетгодишна възраст. Прави дебюта си за клуба в Интертото, когато е деветнадесетгодишен през 1997 г., отбелязвайки хеттрик при победата над полския Одра Воцислав с 5:2. Присъединява се към тима на Ланс на 1 август 1999 година.
Жоб отбелязва няколко гола за Ланс в Купата на УЕФА 1999/2000, когато те достигат полуфиналната фаза. Брайън Робсън, мениджър на Мидълзбро, тогава забелязва нападателя и Жоб подписва с клуба през 2000 г. срещу 3 милиона лири. За Мидълзбро вкарва 19 гола в 94 мача. След като не успява да задържи титулярното си място в състава, е изпратен под наем във френския Метц през декември 2001 г. до края на сезона.
На 31 декември 2002 Жоб пука черепа си след сблъсък „глава в глава“ с Дарън Мур от Уест Бромич, след който Жоб изпада в безсъзнание. На 29 септември 2003 усуква коляно, в деня след като вкарва печелившия гол срещу Евертън. Стийв Маккларън казва: „Това е голям удар за Жозеф, защото той играе добре напоследък и също вкара победния гол срещу Евертън. Ще усетим липсата му.“
За върхов момент кариерата му в Мидълзбро се смята финалът за Купата на лигата на 29 февруари 2004 г., когато вкарва гол във втората минута, с което помага на клуба да спечели първия си трофей, след 2:1 над Болтън на Милениум Стейдиъм в Кардиф, с което Мидълзбро се класира за турнира за Купата на УЕФА.
На 15 декември 2004 Жоб вкарва втория гол за победата над Партизан с 3:0 на Ривърсайд в мач от група Е, с която Боро става победител в групата и прескача във фазата на директните елиминации. В първия кръг отвъд групите Жоб отново се разписва у дома срещу Спортинг Лисабон на 10 март 2005 година.
През сезон 2005/06 той отново е изпратен под наем, този път в Саудитска Арабия, където играе за Ал Итихад. Помага на клуба да спечели африканската Шампионска лига през 2005., разписвайки се във втория финален мач срещу Ал Аин от ОАЕ на 5 ноември 2005 г. в Джеда. Жоб все по-трудно задържа титулярното място в Мидълзбро след като с клуба подписват Марк Видука, Джими Флойд Хаселбанк и Якубу. Неговият договор с Мидълзбро изтича след края на наема му в Ал Итихад. В предсезонната подготовка за сезон 2006/07 отива на проби в Уотфорд, но не му е предложен договор. Жоб подписва за година с елитния френски Седан на 19 септември 2006 г. През лятото на 2007 подписва за две години с Ница. На 22 юни 2008 г. Мирър съобщава, че Жоб ще премине към състезаващия се в Чемпиъншип Блекпул като свободен агент. Това обаче се оказва недостоверна информация.
В националния отбор на Камерун е повикан за първи път през 1998, като има 52 мача и 8 гола.